# Wielkie Księstwo Toskanii
Wielkie Księstwo Toskanii (wł. Granducato di Toscana) – historyczne państwo na terenie Toskanii, powstałe w XVI wieku.

## XVI–XVII wiek

Herb Medyceuszy

Państwo powstało w 1531, kiedy ród Medyceuszy objął pełnię władzy w Republice Florencji i ogłosił powstanie Księstwa Florencji. Po zajęciu Republiki Sieny w 1557, nazwę państwa w 1569 zmieniono oficjalnie na Wielkie Księstwo Toskanii.

## XVIII wiek
Po wygaśnięciu rodu Medyceuszy w 1737 władza przeszła w ręce dynastii habsbursko-lotaryńskiej, co związało kraj z Austrią.
W latach 1737–1765 wielkim księciem był Franciszek I Lotaryński (od 1745 roku cesarz Franciszek I). Pod nieobecność cesarza ministrowie usprawniali biurokrację. Reformy te przyniosły pozytywne efekty za panowania następcy Franciszka, Piotra Leopolda (pan. 1765–1792), od roku 1790 cesarza Leopolda II.
Lata panowania Piotra Leopolda znaczyły ulepszenie i usprawnienie ekonomii i handlu. W dziele tym wyróżnili się tacy ministrowie jak: Pompeo Neri i Francesco Gianti. Port w Livorno został wówczas ogłoszony wolnym portem, handlującym zgodnie z zasadami liberalizmu ekonomicznego i leseferyzmu. Szybko zagroził on dotychczasowej dominującej pozycji Genui i Republiki Genui.
W 1782 roku władca stworzył projekt liberalnej konstytucji, którą chciał nadać swemu państwu, jednak nigdy nie została ona ogłoszona. W roku 1786 wprowadzono kodeks kryminalny, zgodny z duchem filozofii prawnej mediolańczyka Cesare Beccaria. Kodeks znosił tortury w śledztwie.

## XIX wiek
Po podbiciu kraju przez Napoleona Bonaparte w 1801 na terenie Toskanii utworzono Królestwo Etrurii. W latach 1807–1809 Toskania była częścią Francji. W 1809 Wielkie Księstwo Toskanii wydzielono Elizie Bonaparte, zaś w 1814 na tron powróciła dynastia habsbursko-lotaryńskia. W 1860 kraj został przyłączony do Włoch.